# Cat (Unix)
La comanda cat és un programa d'Unix que permet concatenar i mostrar fitxers.

## Especificació
La Single Unix Specification estableix que el programa cat escriurà el contingut de cada un dels fitxers a la sortida estàndard (stdout) en el mateix ordre en què han entrat.

### Extensions
Les dues versions del cat (la d'OpenBSD i la de GNU Coreutils), especifiquen, en la seva pàgina man, les següents opcions:
- -b (només GNU: --number-nonblank), numerar les línies que no estan en blanc.
- -n (només GNU: --number), numerar totes les línies.
- -s (només GNU: --squeeze-blank), ajuntar en una sola les línies en blanc successives.
- -v (només GNU: --show-nonprinting), mostra els caràcters de control com si fossin visibles, a excepció dels tabuladors i el fi de línia.
- -t en BSD, -T en GNU, inclou a -v i a més a més mostra els tabuladors com: ^I.
- -e en BSD, -E en GNU, inclou a -v i a més a més mostra els caràcters de fi de línia com: $.